# Brotheas bolivianus
Espèce
Brotheas bolivianus est une espèce de scorpions de la famille des Chactidae.

## Distribution
Cette espèce est endémique du département de Pando en Bolivie. Elle se rencontre vers Manoa.

## Description
Le mâle holotype mesure 42,5 mm.

## Étymologie
Son nom d'espèce lui a été donné en référence au lieu de sa découverte, la Bolivie.

## Publication originale
- Lourenço, 2008 : A new species of Brotheas C. L. Koch, 1837 (Scorpiones, Chactidae) from Bolivia. Entomologische Mitteilungen aus dem Zoologischen Museum Hamburg, vol. 15, no 178, p. 1-6 (texte intégral).